# Niklas Arrhenius
Niklas Arrhenius (Provo, 10 settembre 1982) è un discobolo e pesista svedese.

## Palmarès
| Anno | Manifestazione    | Sede       | Evento           | Risultato | Prestazione | Note |
| ---- | ----------------- | ---------- | ---------------- | --------- | ----------- | ---- |
| 2000 | Mondiali juniores | Santiago   | Lancio del disco | Argento   | 59,19 m     |      |
| 2001 | Europei juniores  | Grosseto   | Lancio del disco | 4º        | 53,14 m     |      |
| 2007 | Mondiali          | Osaka      | Lancio del disco | 26º (q)   | 58,76 m     |      |
| 2008 | Giochi olimpici   | Pechino    | Lancio del disco | 32º (q)   | 58,22 m     |      |
| 2010 | Europei           | Barcellona | Getto del peso   | 16º (q)   | 18,93 m     |      |
| 2010 | Europei           | Barcellona | Lancio del disco | 18º (q)   | 60,25 m     |      |
| 2011 | Europei indoor    | Parigi     | Getto del peso   | 14º (q)   | 19,21 m     |      |
| 2011 | Mondiali          | Taegu      | Lancio del disco | 27º (q)   | 60,57 m     |      |
| 2012 | Europei           | Helsinki   | Lancio del disco | 21º (q)   | 59,02 m     |      |
| 2013 | Europei indoor    | Göteborg   | Getto del peso   | 8º        | 19,17 m     |      |
| 2013 | Mondiali          | Mosca      | Lancio del disco | 24º (q)   | 59,13 m     |      |
| 2014 | Europei           | Zurigo     | Lancio del disco | nm (q)    | nm (q)      |      |
| 2016 | Europei           | Amsterdam  | Lancio del disco | 19º (q)   | 61,63 m     |      |
| 2017 | Mondiali          | Londra     | Lancio del disco | 24º (q)   | 58,91 m     |      |